# Watersla
Watersla (Pistia stratiotes) of mosselplant is de enige soort uit het geslacht Pistia. Het is een waterplant, die bestaat uit los drijvende bladrozetten. De rozetten zijn uitgespreid of opgericht, tot 25 cm breed, met uitlopers en vele, fijn veervormig vertakte wortels. De zittende bladeren zijn zachtbehaard en dof bleekgroen. Ze hebben drie tot twaalf evenwijdige, verdiept liggende nerven. De 2–15 cm grote bladeren zijn breed wigvormig met een afgeronde top. De haren op de bladeren zijn waterafstotend en tussen de haren wordt veel lucht vastgehouden, wat de plant een hoog drijfvermogen geeft. Hierdoor kunnen zelfs zwaardere watervogels over een "tapijt" van watersla lopen.
De bloemen zijn zeer klein. Een aantal mannelijke bloemen en één vrouwelijke bloem zitten tezamen in een puntzakvormig, in het midden ingesnoerd schutblad. De schutbladeren met de bloemen zitten verscholen tussen de bladeren en zijn maar zelden goed zichtbaar. Er worden zelden bessen gevormd. Deze zijn eivormig en circa 5 mm groot.

## Invasieve uitheemse soort
Watersla vermeerdert zich hoofdzakelijk vegetatief via uitlopers. Een plant kan zo al snel een groot wateroppervlak bedekken. Hierdoor kunnen waterwegen volledig geblokkeerd worden, met schadelijke gevolgen voor scheepvaart, onderwatervegetatie en vissen (vissen kunnen sterven door zuurstofgebrek). Watersla komt voor aan het oppervlak van stilstaande en traagstromende wateren. 
De herkomst van de soort is onduidelijk. Waarschijnlijk is de plant afkomstig uit Zuid-Amerika, maar deze heeft zich over alle tropische gebieden verspreid en in toenemende mate ook in subtropische gebieden. Sinds augustus 2022 werd de soort opgenomen op de lijst van invasieve uitheemse soorten die zorgwekkend zijn voor de Europese Unie. Dit betekent dat de handel vanaf augustus 2023 verboden wordt. Bovendien mag de plant niet meer gekweekt, ingevoerd of zelfs getransporteerd worden binnen de hele Unie.
In België en Nederland is de soort niet winterhard, al kan ze soms in de zomer in grachten worden gevonden. Dit is meestal het resultaat van het dumpen van de inhoud van een aquarium.
Watersla is een waardplant voor de mot Theretra silhetensis.

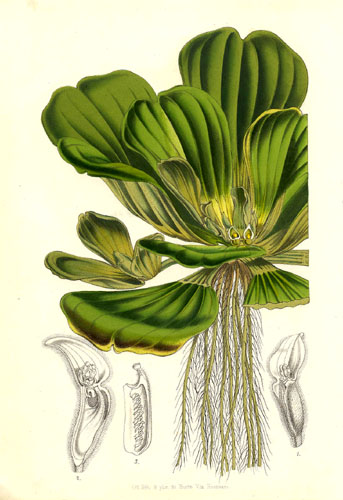
Botanische illustratie